# Zamachy
Zamachy (dříve též Zámachy či Velké Zamachy) jsou vesnice, která je od 1. ledna 1980 administrativní částí obce Velké Všelisy v okrese Mladá Boleslav. Nachází se 1,5 kilometru západně od Velkých Všelis a 14 km od Mladé Boleslavi. Zamachy zahrnují i místní osady Chaloupky a Syslov. Katastrální území Zamachy má rozlohu 5,05 km². 

## Historie

### Velké Zamachy
První písemná zmínka o vesnici pochází z roku 1293, kdy byly Velké Zamachy příslušné k mělnickému hradu. V roce 1321 byla ves zastavena pánům ze Zvířetic, kteří ji prodali okolo roku 1405 do držby nejvyššímu komorníkovi Českého království Alšovi Škopkovi z Dubé, tomu byly v roce 1420 znovu zapsány a jím nadále drženy. V 16. století Velké Zamachy patřily k panství Mělnické Vtelno, které bylo součástí majetku královské komory a jejího sídla na mělnickém hradu. V letech 1565–1850 patřily Velké Zamachy přímo pod mělnické panství, které bylo od roku 1687 v držení šlechtických rodů Černínů a později hořínské větve rodu Lobkowiczů.
Již v 16. století byly Velké Zamachy nedílnou součástí Zamašské rychty, menší územní správní jednotky, sjednocující pod svou správou obce Krpy, Střížovice, Vtelno, Zamachy, Újezd, Chorušice a Choroušky ve východní části mělnického panství. V letech 1570–1700 se Velké Zamachy skládaly ze 6 velkých gruntů, spadajících pod Zamašskou rychtu, a to tzv. Zárubova gruntu (čp. 1), Kettnerovského gruntu (čp. 2), Štěpánovského gruntu (čp. 4), Mačurovského gruntu (čp. 7), Benešovského gruntu (čp. 8), Jírovského gruntu (čp. 9). Ve vesnici existovala i 1 výsadní hospoda, která v té době patřila pod Vtelenskou rychtu.
Po zrušení nevolnictví po roce 1781 došlo k postupnému nárůstu počtu jak stavení, tak i obyvatel vesnice. V roce 1842 bylo ve Velkých Zamachách včetně osady Syslov již 19 domů. V roce 1885 bylo evidováno 23 domů, 186 obyvatel a 7 živností. V roce 1900 pak 24 domů a 1 filiální váha na odvažování řepy patřící tehdy cukrovaru v Byšicích a žilo zde 191 obyvatel, z nichž bylo 155 římskokatolického vyznání a 36 evangelického vyznání.
V roce 1950 byla obec Velké Zamachy přejmenována na Zamachy.

### Chaloupky
Chaloupky (dříve též Zamašky či Malé Zamachy) leží severně od Velkých Zamach. Do roku 1408 patřily Martinovi ze Všelis. Od roku 1538 náležely k nedalekým Sovínkám, od roku 1545 pak k Benátkám, následně ke Vrutici a opět ke Všelisům. Chaloupky vznikly na pozemcích poplužního dvora a jak uvádějí některé prameny, byl tu také pivovar s ročním výstavem 400 hl. Většího významu nabyly Chaloupky až ve 2. polovině 18. století, kdy byly trvaleji osídleny po parcelaci panského dvora hrabat Šporků. V roce 1842 tvořilo osadu Chaloupky 11 domů, v roce 1870 tady žilo 55 obyvatel v 11 domech. V roce 1924 se Chaloupky staly součástí Velkých Zamach a to výnosem čs. ministerstva vnitra č. 9654.

### Syslov
Osada Syslov leží severně od Velkých Zamach, nedaleko pahorku, kde bývala tvrz Hradiště, později nazvaná Syslov, kterou údajně nechal vybudovat Karel IV. pro ochranu před loupeživými tlupami, které působily ve zdejších hustých lesích. Tato malá osada měla v roce 1842 pouze 5 domů (čp. 15–19) a tento počet se zachoval i do 21. století.
Zamachy, Chaloupky a Syslov patřily a patří pod římskokatolickou farnost v nedalekém Kadlíně, kam také docházely děti do základní školy až do roku 1911, kdy byla v Zamachách zřízena škola. Evangelickou farností patřily a patří k nedalekému Mělnickému Vtelnu.

## Historické události
- 5. července 1885 byl na ustavující schůzi v hostinci u Františka Pavlíčka ve Velkých Zamachách (čp. 11) ustanoven Sbor dobrovolných hasičů, který měl 31 členů, což byla v té době třetina mužského obyvatelstva vesnice. Za předsedu sboru byl zvolen Antonín Vonostránský (žijící v čp. 7). V následných volbách byl zvolen starostou sboru Josef Pavlíček (z čp. 9), velitelem Josef Mašek (z čp. 1), jednatelem Antonín Beneš (z čp. 8) a pokladníkem František Pavlíček (z čp. 11).
- V roce 1904 byla postavena nová silnice ze Zamach do Velkých Všelis.
- V roce 1909 byl postaven most pod kovárnou čp. 14 a byla rozšířena cesta na Syslov.
- Dne 8. září 1911 byla slavnostně otevřena nová místní škola v Zamachách a následující den 9. září 1911 v ní bylo zahájeno vyučování. Tím bylo završeno úsilí o zajištění školní výuky v samotných Zamachách místo v nedalekém Kadlíně, které započalo v lednu 1911 prozatímní výukou v pronajatých místnostech statku čp. 4 u Sekerů, kde vyučoval do konce školního roku první zdejší učitel Jindřich Vopálka z Vlašimi. Prvním řídícím učitelem nově postavené školy byl v letech 1911–1933 Kamil Michalička, rodák z Mladkova u Žamberku (* 26. června 1874, Mladkov, Žamberk).[20] Jeho nástupci ve funkci ředitele školy byli v letech 1933–1934 Ladislav Kostelecký, rodák ze Svratoucha na Chrudimsku (* 30. března 1908), v letech 1935–1945 Jindřich Marek, rodák z Chomutic u Nového Bydžova (* 14. ledna 1901) a jako poslední v letech 1945–1976 Josef Nikodém, rodák z Vysokého Újezda (* 6. prosince 1912 – 9. listopadu 1990). V roce 1976 vyučování na zdejší škole skončilo a bylo převedeno do 10 km vzdáleného Bezna.
- V roce 1912 byla provedena výstavba místního vodovodu.[21] Vodovodní čerpadlo bylo nejprve poháněno naftovým motorem. V roce 1917 byl ustanoven strojníkem naftového motoru František Macháček z Velkých Všelis, který byl zároveň obecním zřízencem v Zamachách a bydlel v obecním domě čp. 3. Dne 27. září 1925 byl osazen nový elektrický motor k zajištění chodu vodovodu, který později umožnil i automatický provoz.
- 19. července 1920 se uskutečnila ustavující schůze odbočky Sokola ve Velkých Zamachách při mateřské jednotě v Mělnickém Vtelně. Ustavujícím předsedou byl Josef Karban, náměstkem předsedy Josef Pokorný, řídící učitel z Kadlína, a zapisovatelem byl Josef Krejčí. Při první volbě byli zvoleni starostou Václav Boháček, kovářský mistr z Velkých Zamach, náměstkem starosty Josef Pokorný, řídící učitel z Kadlína, jednatelem Kamil Michalička, řídící učitel z Velkých Zamach, pokladníkem Václav Beneš z Kadlína, vzdělavatelem Václav Drudík, obchodník z Kadlína a náčelníkem František Novák z Velkých Zamach, který se nejvíce zasloužil o zřízení Sokola ve Velkých Zamachách. První cvičení zamašského Sokola proběhlo už 22. července 1920.
- V roce 1924 byla obec připojena k elektrické síti.
- Mezi lety 1923–1949 se v okolí odehrála řada ochotnických přírodních divadelních představení, na jejichž přípravě se podílel i zamašský rodák akademický malíř Karel Boháček a také kadlínský farář Josef Podobský (20. dubna 1890, Rovensko pod Troskami 287[22] – 6. července 1965, Rovensko pod Troskami). Josef Podobský působil ve farnosti od roku 1932 do roku 1950, kdy byl spolu se 464 duchovními za komunistického režimu protiprávně internován v klášteře v Želivě.[23] V představeních hostovali i umělci z Prahy, Jaroslav Pospíšil, Vlasta Severinová[24] a Josef Janoušek.
- 12. dubna 1942 v rámci druhé rekvizice českých zvonů za druhé světové války[25] byl odevzdán zvonek z místní zvoničky, který tu 70 let vyzváněl k práci, odpočinku i na poslední cestě. Občané se s ním naposledy rozloučili v neděli 11. dubna 1942, kdy jim v poledne celou hodinu zvonil naposledy. V listopadu 1943 byl na zvoničku usazen náhradní zvonek.

## Pamětihodnosti
- Usedlost čp. 19,[26][27] mimořádně jednotně dochované (převážně) patrové objekty s roubenými a hrázděnými komorami někdejší velké usedlosti z přelomu 18./19. století.
- Ve vsi rostou dva památné stromy. Prvním je lípa malolistá na dvoře čp. 1, která je ulomená, s obvodem 678 cm (v roce 1985),[28] a druhým jírovec maďal na křižovatce za vesnicí.[29]

## Osobnosti
- Václav Pavlíček (* 5. února 1783 Velké Zamachy čp. 9[30] – 28. dubna1861 Patřín čp. 2[31]), působil jako dlouholetý správce panství Loučeň.
- Václav Pavlíček (* 12. února 1836 Velké Zamachy čp. 9[32] – 7. března1906 Mělnické Vtelno čp. 9[33]), absolvent Stavovského polytechnického ústavu v Praze (předchůdce ČVUT) v oboru stavitelství. Postavil řadu selských domů ve východním Mělnicku, např. čp. 1 ve Velkých Zamachách nebo budovu pošty čp. 15 v Mělnickém Vtelně. Spoluzakladatel Měšťanské besedy v Mělnickém Vtelně, tamějšího Sokola a divadelního spolku. Mimo to působil jako zástupce seniorátního kurátora pražského seniorátu evangelické církve helv. vyznání.
- Václav Štěpán (* 7. prosince 1838 Velké Zamachy čp. 15[34] – 27. července1917 Mělník[35]), český vlastenec a významný lékař, vystudoval medicínu na Karlově univerzitě v Praze, v letech 1867 a 1870 dosáhl dvou doktorátů v oboru porodnictví a chirurgie. Pro vlastenecké postoje měl potíže s umístěním v Praze. V roce 1868 byl praktickým lékařem v Budňanech u Karlštejna, odkud přesídlil do Mělníka, kde byl také praktickým lékařem. Od r. 1870 byl panským a domácím lékařem Jiřího, knížete z Lobkowicz, na Mělníku.
- Karel Martinec (* 29. března 1862 Velké Zamachy čp. 19[36] – 31. ledna 1925 Most[37]), byl odborný poradce a přednosta revizní komise ministerstva financí v Praze.
- Václav Josef Štěpán (* 24. ledna 1873 Velké Zamachy čp. 15[38] – 5. ledna 1941 České Budějovice), přírodovědec.[39]
- Antonín Šimek (* 2. října 1866 Malé Zamachy čp. 8[40] – 1946 Praha), stavitel v Praze na Smíchově, kde byl později i stavebním radou a starostou Smíchova. Byl společníkem a zakládajícím členem v továrně Walter a. s. (tzv. Waltrovky) v dnešní Praze 5-Jinonicích, předsedou Smíchovské záložny, členem školní rady na Smíchově, předsedou smíchovského Sokola, členem správního výboru Čs. banky na Václavském náměstí, členem akciové společnosti TRESORIA, akcionářem pivovaru na Smíchově, akcionářem společnosti Lesy a pily v Medzilaborcích na Slovensku. Byl majitelem sedmi činžovních domů v Praze, vily v Dobřichovicích, dvou hotelů v Praze a několika pozemků v Praze a okolí. Byl také aktivním členem Národně demokratické strany. Měl tři syny, a to Antonína (* 1896,[41] který pod uměleckým jménem Tino Šimek působil jako operní zpěvák a to i v Národním divadle[42]), Vratislava (* 1897,[43] který byl hoteliérem a vlastníkem hotelů Hybernia a Plzeňka v Praze) a Emila (* 1899,[44] který se stal statkářem a majitelem realit v Kadlíně v okrese Mělník). Na všechny jmenované syny a to hlavně pro jejich protirežimní postoje, zavedla v roce 1959 Státní bezpečnost spisy, které jsou uloženy v Archivu bezpečnostních složek v Praze.
- Josef Mašek (* 29. ledna 1874 Velké Zamachy čp. 20[45] – 1954 Praha), absolvent mladoboleslavského gymnasia a práv na pražské Universitě. Působil jako soudce v Praze, Kutné Hoře, na Mělníce, v Chotěboři, kde se blíže seznámil s prof. T. G. Masarykem, v Mnichově Hradišti a posléze jako rada vrchního zemského soudu v Praze. V Mnichově Hradišti působil v městském a okresním zastupitelstvu, zasadil se o elektrifikaci města a zřízení městské nemocnice. Po penzionování žil až do roku 1948 v Mělnickém Vtelně.
- Václav Souček[46] (* 4. dubna 1890 Velké Zamachy čp. 10[47]), malíř, absolvent Uměleckoprůmyslové školy v Praze. Po 1. světové válce cestoval po Francii, Itálii a Jugoslávii. Od r. 1923 působil u hraběte Colloredo-Mansfelda na Zbirohu. Inspiraci pro své akvarely nacházel ve Mšeně u Mělníka a okolí.
- Karel Boháček[48] (* 2. srpna 1886 Velké Zamachy čp. 14[49] – 21. srpna 1928 Praha[50]), český akademický malíř, především krajinář.

## Zamachy a první světová válka
Podobně jako většina obcí Českého království i Zamachy a její obyvatelé byli postiženi důsledky první světové války. Několik desítek mladých mužů bylo již v roce 1914 odvedeno do rakousko-uherské armády, aby byli vysláni do bojů na srbské, ruské a později i italské frontě. Řada zamašských odvedenců zahynulo na těchto frontách, několika se podařilo dostat do zajetí a zapojit se do činnosti a vojenských operací československých legií v Rusku, Francii a Itálii. 
Rodné Zamachy na památku svých padlých v první světové válce dne 30. července1922 odhalily na místní škole pomník, který nechal zhotovit místní sbor dobrovolných hasičů. Uctili tak padlé vojáky, Václava Martince (1880–1915), Václava Štrojsu (1884–?), Františka Salače (?–1917), Václava Studničku (1891–1914), Josefa Ulbricha (?–?), Václava Urbana (?–?) a Jana Štrojsu (1887–?). Na pomníku padlým však byli opomenuti Václav Pražák (1876–1916) a Václav Thám (1884–1914).
Následující zamašští obyvatelé, bojující v první světové válce, se stali příslušníky československých legií v Rusku, Francii a Itálii a zasloužili se tak o vznik samostatné Československé republiky:
- Robert Klouček (* 3. února 1879 Mcely čp. 66 okr. Nymburk),[65][66][67] dělník z Malých Zamach čp. 6, vojín čs. legií v Rusku
- Václav Hozák (* 3. prosince 1890 Boreč čp. 4 okr. Mladá Boleslav),[68] dělník z Velkých Zamach čp. 23, vojín čs. legií ve Francii
- Václav Štrojsa (* 3. dubna 1884 Malé Zamachy čp. 1),[55][56][57] dělník z Malých Zamach čp. 1, vojín čs. legií v Rusku
- Jan Dubský (* 11. února 1881 Malé Zamachy čp. 7),[69][70][71] dělník z Malých Zamach čp. 7, vojín čs. legií v Rusku
- Václav Saska (* 13. srpna 1894 Velké Zamachy čp. 2),[72][73][74] dělník z Velkých Zamach čp. 2, vojín čs. legií v Rusku
- Josef Šulc (* 7. prosince 1884 Voděrady čp. 5 okr. Mladá Boleslav),[75][76][77] rolník z Velkých Zamach čp. 16, vojín čs. legií v Rusku
- Josef Beránek (* 19. června 1890 Velké Zamachy čp. 4),[78][79] příslušník domobrany v Itálii

## Galerie

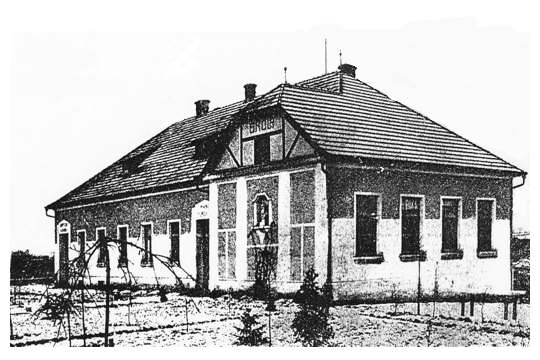
Zamachy – Škola
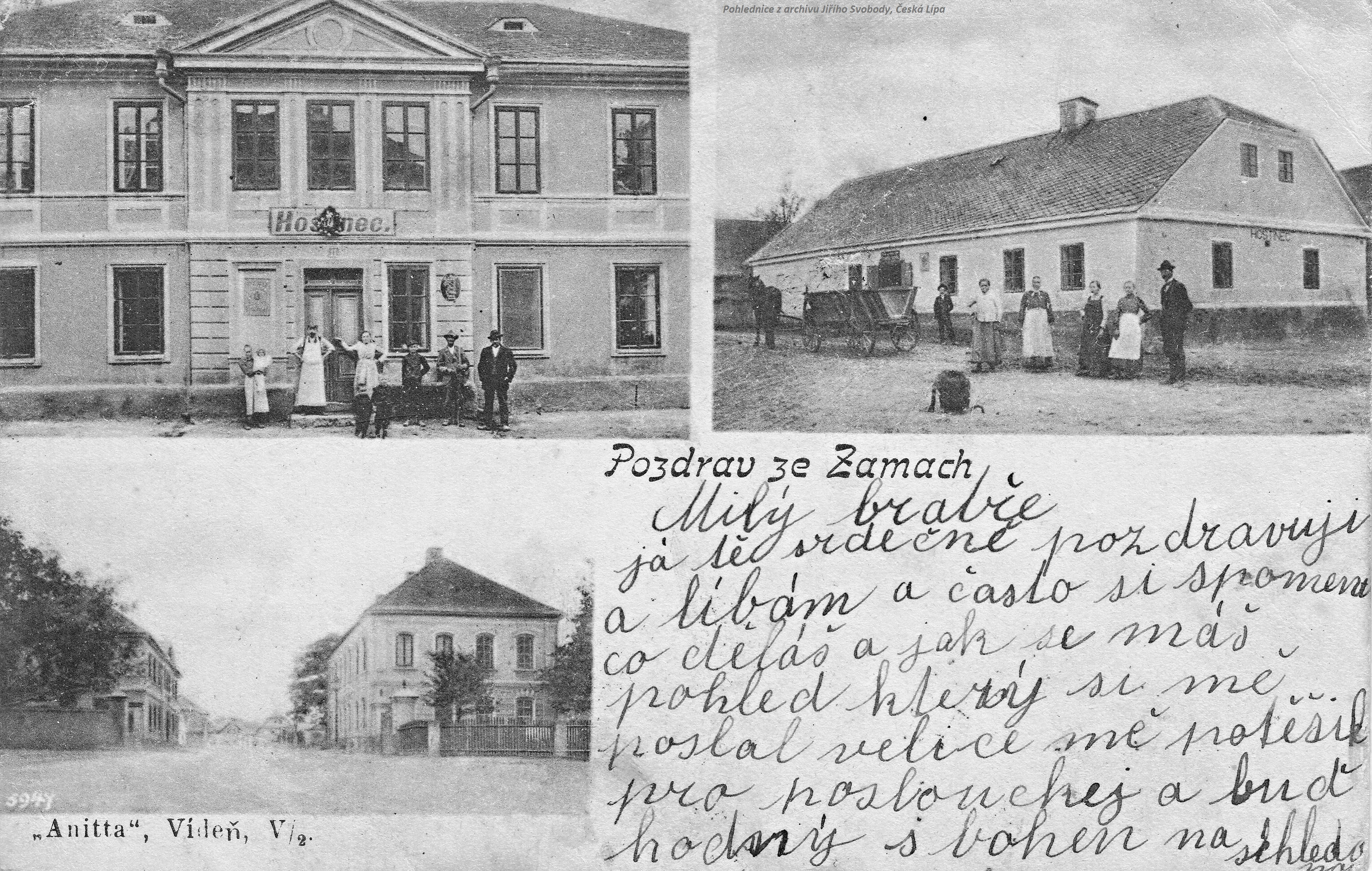
Pozdrav ze Zamach – pohlednice
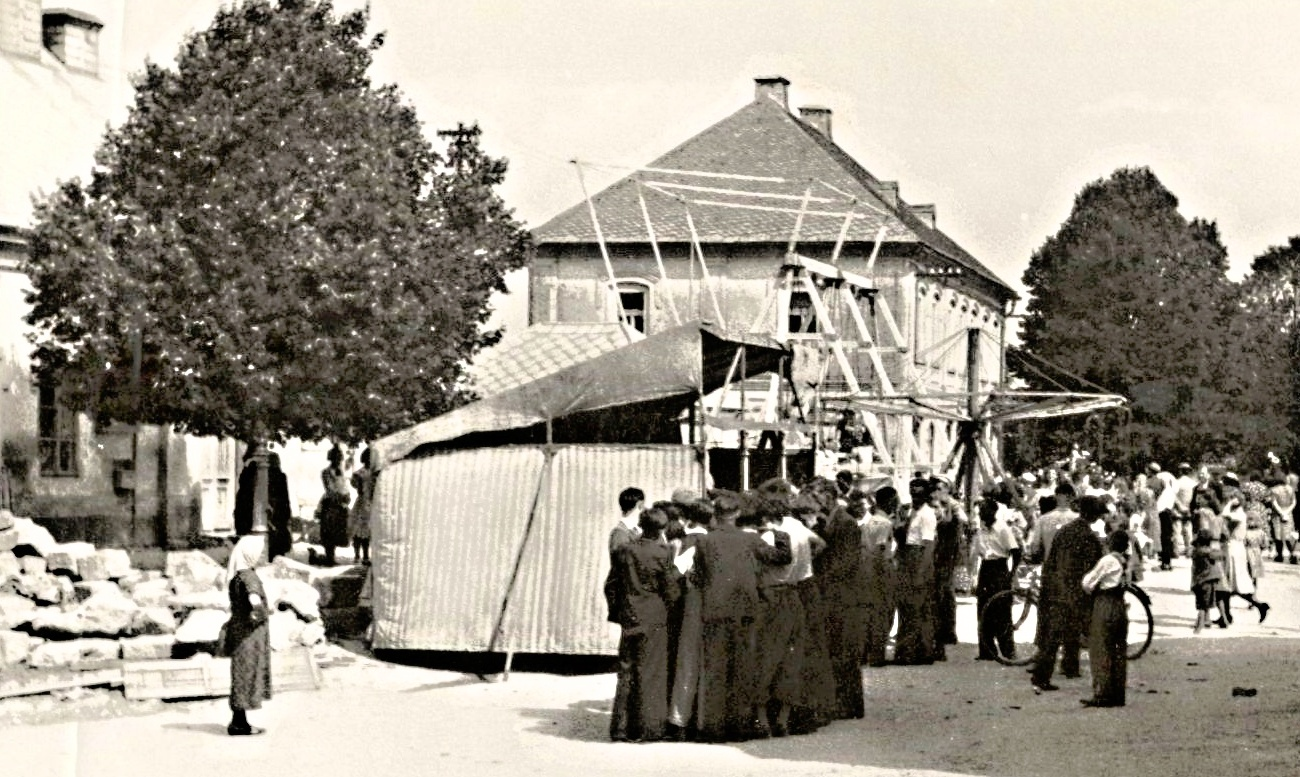
Zamachy – Náves
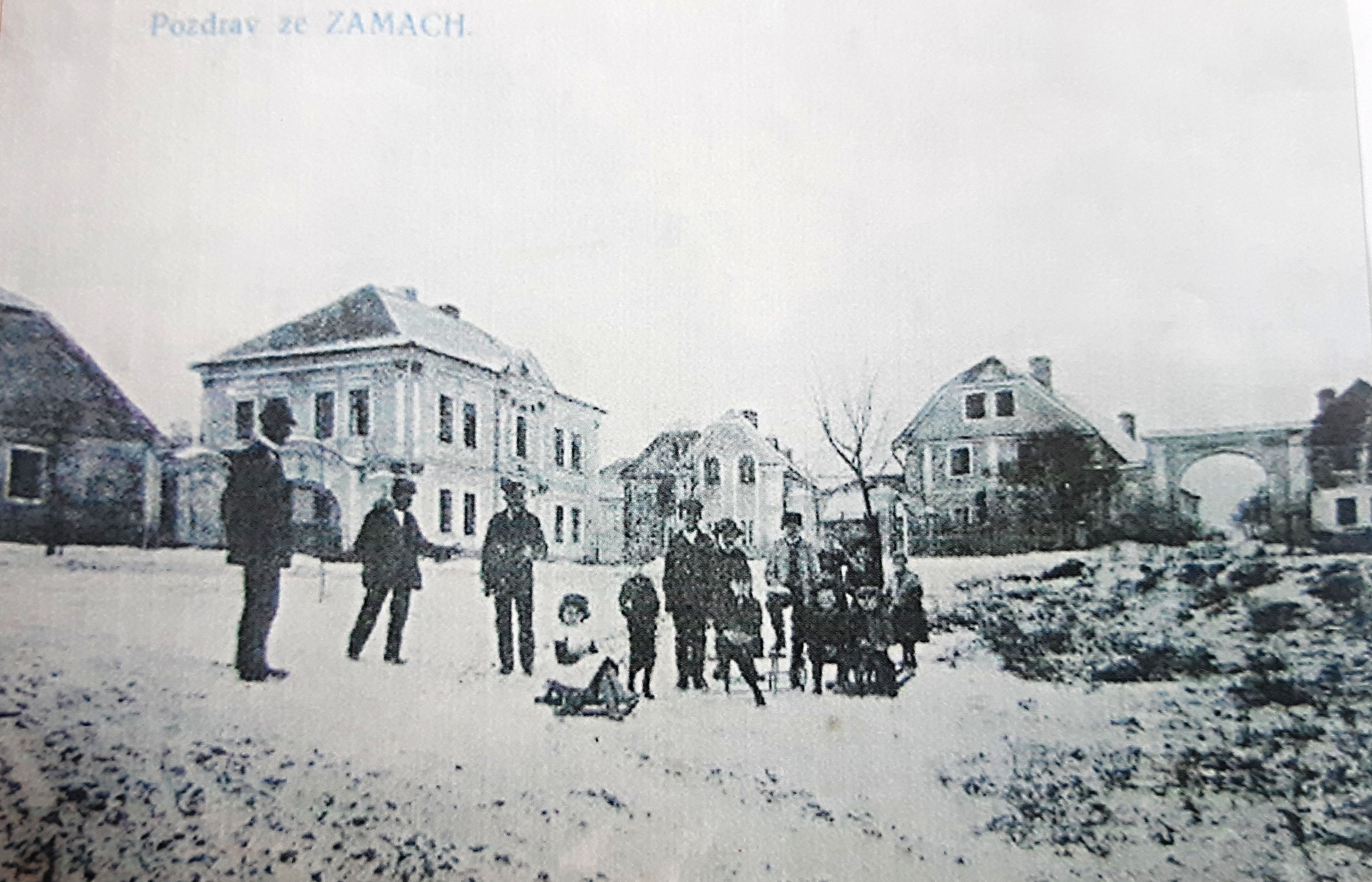
Pozdrav ze Zamach – pohlednice